# アル・コバール
アル・コバール（アラビア語：الخبر、英: al-Khobar）はサウジアラビア東部州の都市。同国の首都リヤドから北東約400kmの位置にある。人口は約36万（2009年）。アルホバル、アル・ホバルと表記されることもある。

## 教育
私立大学であるプリンス・ムハンマド・ビン・ファハド大学がある。

## 事件
2004年5月29日午後1時半（日本時間）、武装集団が石油関連企業の入るビルや外国人居住区などに侵入して銃を乱射し、治安部隊との間で激しい銃撃戦が起こった。武装集団は外国人たちを人質にして建物に立てこもった。
ロイター通信は、治安当局の者の話として少なくとも16人が死亡、そのうち7人はアメリカ人を含む外国人であると報じ、サウジアラビア内務省は同日午後、「4人の武装した男たちが無差別に発砲し、多数の死傷者が出ている」とする声明を発表した。